# 七浦村 (千葉県)
七浦村（ななうらむら）は、千葉県安房郡（朝夷郡）にかつて存在した村である。
現在の南房総市の東部（旧千倉町）に位置している。南房総市立七浦小学校などにその名をとどめる。

## 沿革
- 1889年（明治22年）4月1日 - 町村制の施行により白間津村、大川村、千田村、平磯村が合併して朝夷郡七浦村が発足。
- 1897年（明治30年）4月1日 - 朝夷郡が安房郡に編入。
- 1954年（昭和29年）4月1日 - 千倉町、健田村と合併し、改めて千倉町を新設。同日七浦村廃止。
- 2006年（平成18年）3月20日 - 千倉町が、富浦町、富山町、白浜町、丸山町、和田町、三芳村と合併して南房総市を新設。